# Aimée Moreau
Aimée Moreau est une peintre née à Paris le 24 octobre 1926 et morte à Genève le 20 janvier 2023.

## Biographie
Aimée Moreau naît à Paris le 24 octobre 1926. Après sa scolarité obligatoire, elle se forme à la peinture à l'Académie de Montmartre et à la Grande Chaumière à Paris, puis de 1945 à 1948, à l'École Paul Colin. Après ses études, elle vit quelques années en Suisse avec son mari Michel Kervaire, qui termine alors son doctorat en mathématiques à Zurich. En 1956, le couple déménage à Boston avec ses deux filles, puis s'établit à New York de 1959 à 1971. En 1971, la famille revient en Suisse, à Genève. Aimée Moreau travaille jusqu'à la fin de ses jours dans un atelier installé dans son appartement, au 25ème étage d'une tour du quartier du Lignon.
Aimée Moreau décède à Genève le 20 janvier 2023, seize ans après son mari. Le couple a eu deux filles, Sophie et Barbara Kervaire.

## Œuvre
Durant sa formation, Aimée Moreau travaille avec un couteau à palette et crée des tableaux qui oscillent entre figuration et abstraction. Dès les années 1960, à New York, elle se tourne vers la nature morte, qu'elle va pratiquer toute sa vie, représentant des objets du quotidien comme des bouteilles en plastique, des brosses, des gants en caoutchouc, des drapés, des briquets, des flacons en verre, des pots en grès, etc. Son travail minutieux au pinceau fait apparaître la matérialité et les qualités formelles des objets, tout en établissant des relations significatives entre eux.

## Expositions (sélection)
- Nexus Gallery, Boston, 1957
- Boston Art Festival, Boston, 1958
- Galerie Jean Camion, Paris, 1962
- Centre culturel, Neuchâtel, 1975
- Cabinet d’Art, Château de Renens, 1976 et 1983
- Galerie Virus, Lausanne, 1978
- Galerie St Léger, Genève, 1980 et 1982
- Musée Rath, Genève, exposition collective, Artistes de Genève 1980. Les Peintres Romands., du 13 décembre 1979 au 10 février 1980 [et] du 11 décembre 1980 au 25 janvier 1981[4]
- Galerie de la Cathédrale de Fribourg, 1982
- Galerie du Lac, Nyon, 1993, 1996 et 1998
- Société Mutuelle des Artistes (S.M.A.), 1998, 2001 et 2011
- MAMCO, Genève, exposition collective et nomade, Le Voyageur, 2015
- Haus für Kunst Uri, Altdorf, Poésie des Alltäglichen, du 5 au 26 juin 2021
- Galerie Edition Z, Coire, suite de l’exposition, Poésie des Alltäglichen, juin 2021
- MAMCO, Genève, exposition collective, Le MAMCO, de mémoire, du 3 septembre au 22 décembre 2024
- Galerie Mai 36, Zurich, Aimée Moreau – curated by Ian Anüll, du 13 septembre au 26 octobre 2024